# Hedwig Reicher-Kindermann
Hedwig Reicher-Kindermann   (Múnic, 15 de juliol de 1853 - Trieste, 2 de juny de 1883) fou una cantant d'òpera alemanya, que fou primer mezzosoprano i després soprano).
Filla del baix-baríton August Kindermann (1817-1891), va freqüentar el Conservatori de Múnic. Debutà a Karlsruhe i després es dedicà a la opereta. El 1876 va cantar en els primers festivals teatrals de Bayreuth; el 1877 fou contractada pel teatre Municipal d'Hamburg i el 1878 pel Hofoper de Viena; des de 1880 fins al 1882 treballà al teatre Municipal de Leipzig. Finalment formà part de la companyia ambulant organitzada per Angel Neumann per a representar les òperes de Wagner.